# حقوق ال‌جی‌بی‌تی در ۲۰۱۸
این صفحه فهرستی از رویدادهای قابل توجه در تاریخ حقوق دگرباشان است که در سال ۲۰۱۸ اتفاق افتاده‌است.

## رویدادها

### آوریل
- ۱۲ - دادگاه عالی ترینیداد و توباگو، فعالیت جنسی بین دو همجنس را از حالت غیرقانونی خارج کرد.[۱][۲]
- ۱۸ - کلیسای یونانی لوتری در بایرن اجازه ازدواج‌های هم‌جنس را در کلیسایش اضافه کرد.[۳]

### ژوئن
- ۱ - ازدواج هم‌جنس در برمودا از حالت قانونی خارج شد.
- ۵ - دیوان دادگستری اروپا (ECJ) تصویب کرد که کشورهای عضو اتحادیه اروپا باید ازدواج‌های هم جنس را برای اقامت به رسمیت بشناسند، اگر حداقل ۱ شریک شهروند اتحادیه اروپا باشد. اسلواکی اعلام کرده‌است که با تصویب این حکم، به رسمیت شناختن ازدواج‌های انجام شده در خارج از کشور ممکن است.[۴]
- ۶ - دادگاه عالی برمودا پنج روز پس از غیرقانونی شدن ازدواج همجنسگرایان توسط دولت آن را به حالت قانونی برگرداند.[۵][۶]
- ۱۹ - هویت تراجنسیتی دیگر به عنوان یک اختلال روانی در طبقه‌بندی بین‌المللی آماری بیماری‌ها و مشکلات مربوط به سلامت (ICD) طبقه‌بندی نمی‌شود.[۷] به جای آن، به عنوان یک وضعیت سلامت جنسی طبقه‌بندی می‌شود؛ این طبقه‌بندی همچنان اجازه تأمین نیازهای مراقبت‌های بهداشتی در رابطه با جنسیت را به سیستم‌های مراقبت بهداشتی می‌دهد.[۸]
- ۲۹ - یک دادگاه صوفیه اجازه می‌دهد یک زوج همجنس فرانسه و استرالیا حق اقامت در بلغارستان داشته باشند.[۹]

### ژوئیه
- ۱ - ازدواج هم‌جنس در جرسی قانونی شد[۱۰]
- ۱۸ - دادگاه قانون اساسی رومانیایی با حکم دادگاه ECJ به شاکیان اصلی در مورد حق اقامت در رومانی اجازه داد.
- ۲۲ - مجلس ملی کوبا یک پیش نویس قانون اساسی را تصویب کرد که ازدواج همجنسگرای را قانونی می‌کند، هرچند این پیشنهاد باید بعداً در سال ۲۰۱۹ به رفراندوم گذاشته شود.[۱۱][۱۲]
- ۹ - اتاق قانون اساسی دیوان عالی کشور (Sala IV) در کاستاریکا، مقررات ۱۴ و ۲۴۲ قانون خانواده و همچنین ماده ۴ قانون جوانان سال ۲۰۱۳ را خلاف قانون اساسی اعلام می‌کند و ۱۸ ماه را برای اصلاح قوانین به مجلس مهلت داده‌است. در صورتی که مجلس قانون را تصحیح نکند، ازدواج هم‌جنس به‌طور خودکار بعد از پایان مهلت قانونی به‌طور خودکار قانونی می‌شود.[۱۳][۱۴]

### سپتامبر
- ۶ - دادگاه عالی هند همجنس‌گرایی را از حالت غیرقانونی خارج کرد.[۱۵][۱۶]

### نوامبر
- ۱۵ - پارلمان سن مارینو اجازه اتحادی مدنی و سرپرستی فرزند ناتنی برای زوج‌های همجنسگرا را صادر کرد[۱۷]